# عيسي أباد (فارسان)
عيسي أباد (بالفارسية: عیسی‌آباد) هي قرية تقع في قسم ميزدج عليا الريفي في إيران. يقدر عدد سكانها بـ 1,907 نسمة .